# Tipula (Pterelachisus) jenseni
Tipula (Pterelachisus) jenseni is een tweevleugelige uit de familie langpootmuggen (Tipulidae). De soort komt voor in het Nearctisch gebied.